# Station Maidenhead
Maidenhead is een spoorwegstation aan de Great Western Main Line in de Engelse plaats Maidenhead, Berkshire. Het is gelegen in de gemeente Windsor and Maidenhead.

## Geschiedenis
Het station ligt aan het eerste deel van de Great Western Railway, dat in 1840 tot Reading werd geopend. Aanvankelijk lag het station van Maidenhead ten oosten van de Theems, niet ver van het huidige station Taplow. Dit was het eerste eindpunt van de lijn, in afwachting van de voltooiing van de Maidenhead Railway Bridge over de Theems. In 1854 bouwde de Wycombe Railway Company een lijn van Maidenhead naar High Wycombe, met een station op Castle Hill, aanvankelijk "Maidenhead (Wycombe Branch)", later omgedoopt tot "Maidenhead Boyne Hill". Er was echter geen station op de huidige locatie tot het in 1871 door de plaatselijke aannemer William Woodbridge werd opgeleverd. Oorspronkelijk heette het "Maidenhead Junction", maar uiteindelijk verving het Boyn Hill-station en het oorspronkelijke station van de Maidenhead. In 2008 werd groot onderhoud uitgevoerd. 
In 2010 werd een standbeeld geplaatst ter ere van Sir Nicholas Winton, de man die de "Britse Schindler" werd genoemd, voor zijn werk om Joodse kinderen te redden van een nazi-invasie. Sir Nicholas Winton was 29 toen hij in 1939 669 jongens en meisjes, bestemd voor concentratiekampen, uit Tsjechoslowakije smokkelde. Het beeld, op perron drie, toont Winton zittend op een bankje met zijn beroemde plakboek, dat lijsten bevatte van alle kinderen die hij hielp redden.

## Elizabeth line
Maidenhead was in de plannen van Crossrail het westelijke eindpunt voor hun oost-west lijn, de Elizabeth line. De bouw van de Elizabeth Line begon in 2008 en zou eind 2018 geopend worden. Het bovengrondse deel van deze lijn ten westen van de stad bestaat uit bestaande spoorlijnen en stations, waaronder Maidenhead, die zijn aangepast voor stadsgewestelijk verkeer. In 2014 werd besloten de Elizabeth line door te trekken tot Reading. De Elizabeth line werd echter pas op 17 mei 2022 geopend, vooruitlopend hierop nam Transport for London op 15 december 2019 de stadsgewestelijke diensten ten westen van Paddington onder haar hoede onder de naam TfL Rail. De diensten ten westen van Paddington worden sinds 24 mei 2022 gereden onder de naam Elizabeth line al moesten reizigers tot 6 november 2022 in Paddington overstappen tussen de bovengrondse perrons van het westelijke deel van de lijn en de ondergrondse perrons van het oostelijke deel van de Elizabeth line. In verband met het crossrail-project werden de perrons verlengd en kwamen er nieuwe wachtkamers, een nieuwe stationshal en liften om het stations rolstoeltoegankelijk te maken. De spoorlijn zelf werd geëlektrificeerd en ten westen van het station werden opstel en keersporen aangelegd.  

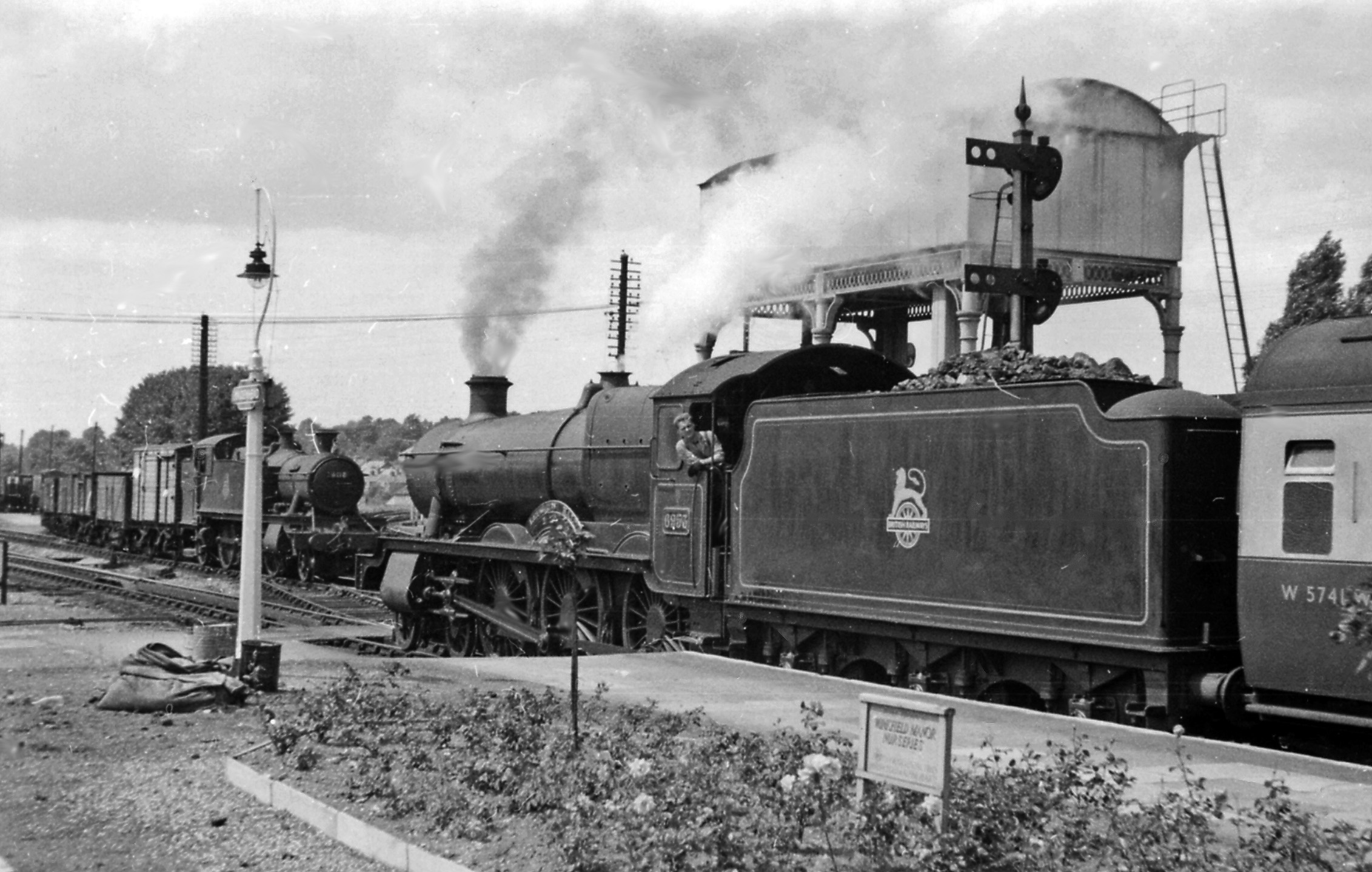
Maidenhead in 1953
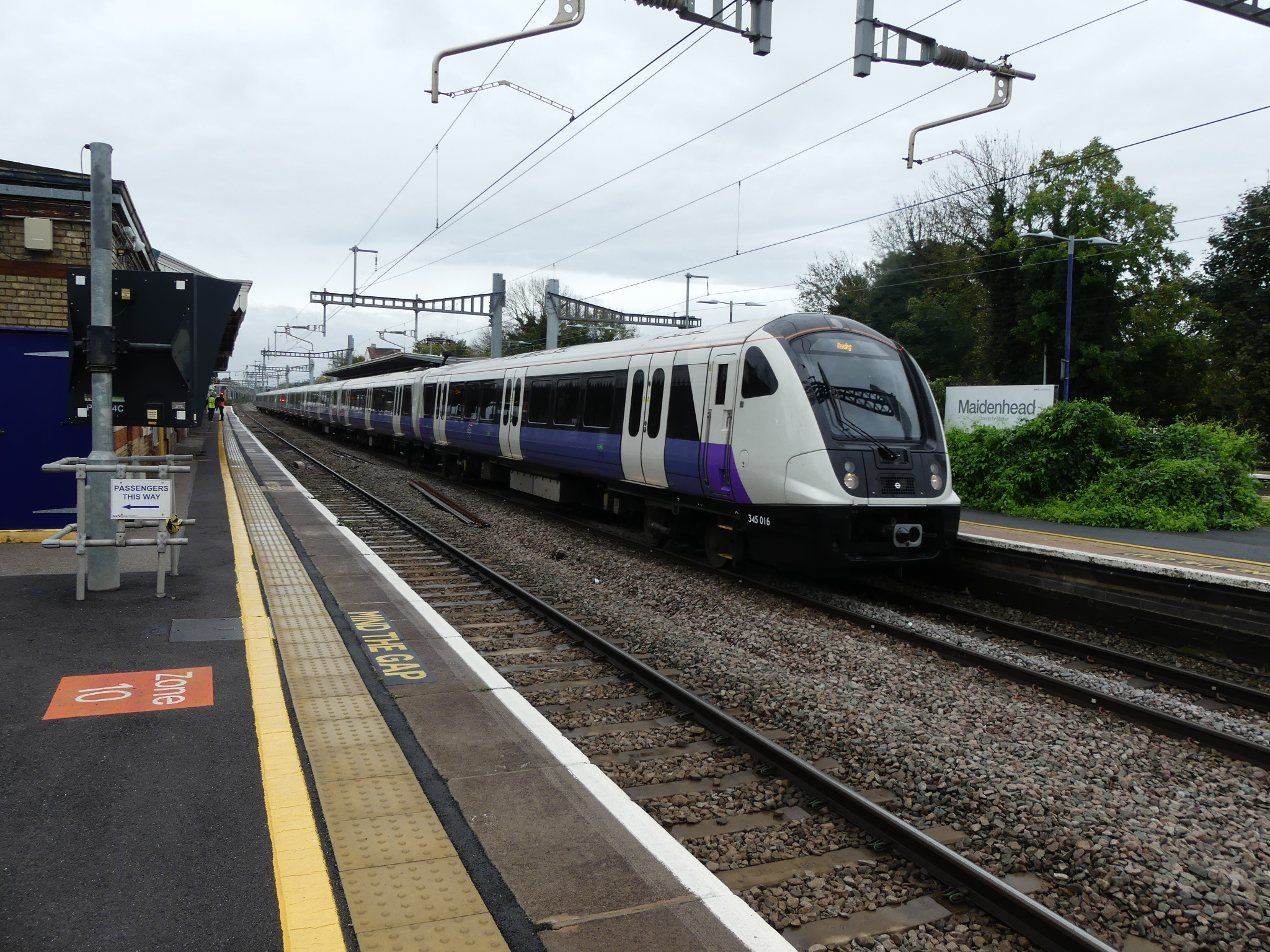
De Elizabeth line op 6 november 2022 in Maidenhead
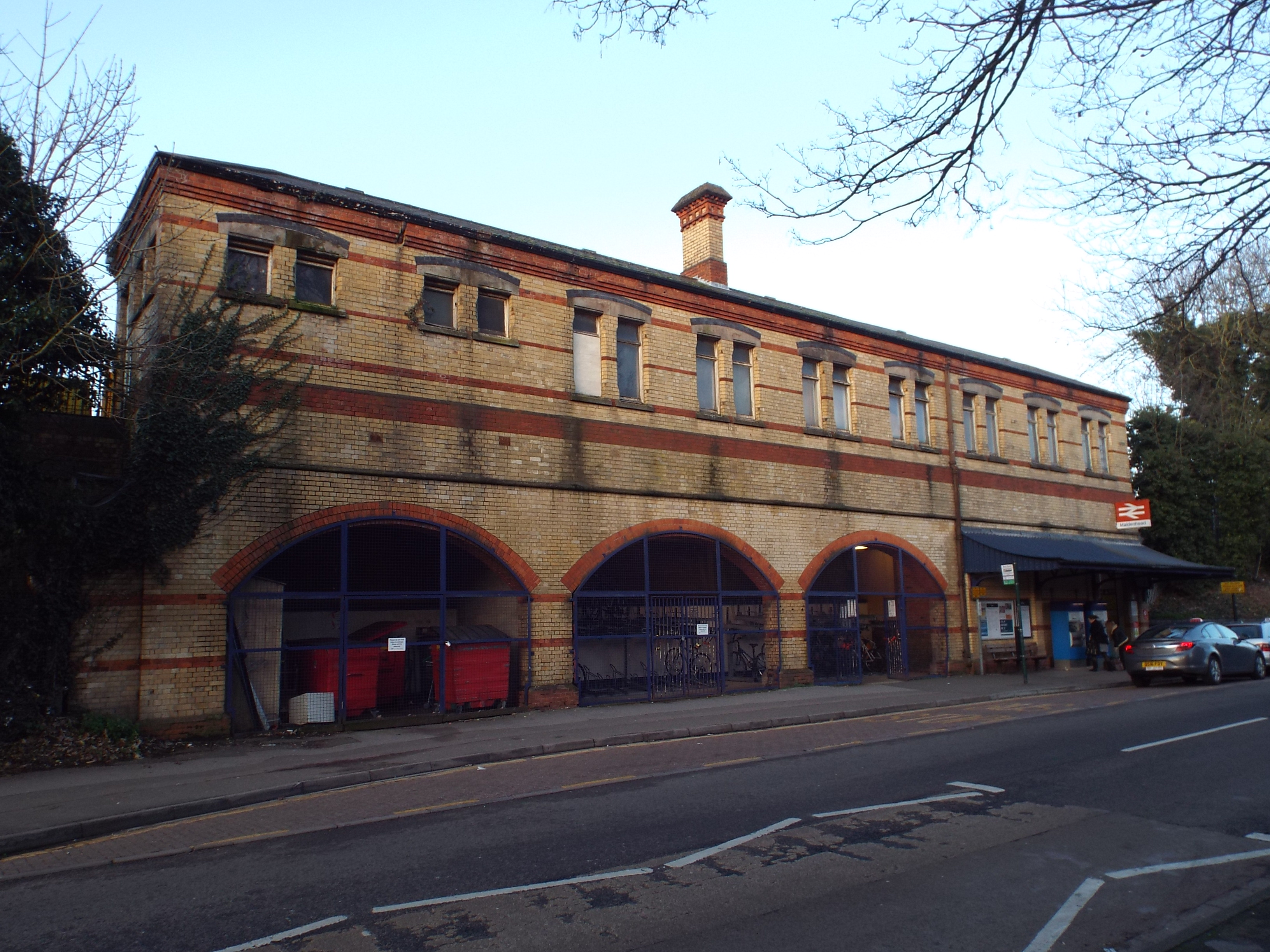
Het zuidelijke stationsgebouw

## Ligging en inrichting
Het station ligt 39 kilometer ten westen van Paddington en kent vijf doorgaande sporen. De hoofdingang van het station ligt aan de A308 met een achteringang aan de Shoppenhangers Road. Sommige spitsdiensten op de Elizabeth line eindigen bij Maidenhead, met twee per uur die doorgaan naar Reading, dus er zijn keersporen gebouwd in Maidenhead om dit mogelijk te maken. De sporen zijn genummerd van zuid naar noord: 
- Spoor 1 - Voor treinen in westelijke richting op de hoofdlijn. Dit perron wordt voornamelijk gebruikt tijdens piekuren, omdat buiten deze tijden weinig treinen op de hoofdlijn stoppen bij Maidenhead. Het ligt buiten de OV-poortjes bij Shoppenhangers Road en de poort naar het perron wordt alleen geopend als er een trein aankomt.
- Spoor 2 - Voor treinen in oostelijke richting op de hoofdlijn. Dit perron wordt voornamelijk gebruikt tijdens piekuren, omdat buiten deze tijden weinig treinen op de hoofdlijn stoppen bij Maidenhead.
- Spoor 3 - Voor stoptreinen in westelijke richting. De hal wordt gedeeld met spoor 2.
- Spoor 4 - Voor stoptreinen in oostelijke richting.
- Spoor 5 - Voor treinen van/naar Marlow bedienen. Treinen beginnen/eindigen hier of rijden verder van of naar Londen over de lokaalsporen. Deze deelt een hal met spoor 4.

## Reizigersdienst
De reizigersdienst bestaat uit stoptreinen van de Great Western Railway en de Elizabeth line alsmede de treinen op Marlow Branch Line. De dienstregeling tijdens de daluren omvat:
- 4 treinen per uur naar Abbey Wood
- 2 treinen per uur naar London Paddington
- 2 treinen per uur naar Reading Lezen
- 2 treinen per uur naar Didcot Parkway
- één trein per uur naar Marlow

Tijdens de spits rijden er extra treinen van en naar London Paddington. Bovendien rijden de Marlow-pendeldiensten om het half uur en rijden ze alleen naar Bourne End. Een halfuurs pendeldienst verbindt dan Bourne End met Marlow.